# Erkilet
Erkilet ist eine frühere Gemeinde und heute ein Ortsteil von Kocasinan im gleichnamigen Bezirk Kocasinan der türkischen Provinz Kayseri.
Erkilet liegt im Süden des Bezirks am nördlichen Stadtrand von Kayseri. Durch den Ort verläuft von West nach Ost die Fernstraße D-260, die Kırşehir im Westen mit Elazığ im Osten verbindet. Durch Erkilet fließt von Osten nach Westen der Bünyan Çayı, der etwa 25 Kilometer weiter westlich in den Kızılırmak mündet.
In dem Stadtteil liegt der Flughafen Kayseri. 1932 wurden in Erkilet die zwei  neo-hethitischen Stelen von Erkilet entdeckt, die Inschriften in  luwischen Hieroglyphen tragen. Sie sind heute im Archäologischen Museum Kayseri ausgestellt.